# Kill Bill G
Kill Bill G es un grupo español de música electrónica, EBM, tecno-pop, synth pop, electro-industrial, electropop y futurepop creado en 2004. Durante los años 2004 y 2005 maduraron los que serían sus primeros trabajos, que darían sus frutos en 2005/06 con su primer EP titulado Oscuridad / Pensé que me matabas.
Kill Bill G ha logrado posicionar varios de sus sencillos dentro del Top 100 de ventas de iTunes Store, destacando los Top 1 en música electrónica con los temas Los metros de mi látigo, sencillo de octubre de 2014 extraído de su cuarto álbum (un recopilatorio) titulado Singles 05-14. Éxito que volvieron a repetir en septiembre de 2015 alcanzando el Top 2 en las listas de música electrónica con el sencillo titulado Mis Cuerpos, y de nuevo llegando al tope de la lista de iTunes en diciembre de 2019 en otra colaboración con Mario Gil (La Mode, Aviador Dro, Un Pingüino en mi Ascensor) con el sencillo "Te Matare" extraído del álbum "Dalek" (2018, Noise Records) 
Su música se engloba dentro de la música electrónica del siglo XXI. Las portadas de sus trabajos y las letras lejos de lo convencional conforman una serie de EPs, sencillos y álbumes muy controvertidos al estar profundamente influenciados por una temática oscura bañada en asesinatos, series de ciencia ficción, libros de terror, etc.

## Biografía

### Fundación (2004 - 2005)
Kill Bill G es un grupo creado a finales de 2004 de una idea fraguada en las tortuosas mentes de Patxi Villegas Belo «Numanmania», Luis Ángel Díaz-Faes Santiago «CyberMODE», Íñigo García «Gameover», Mario Gil «Genocider F15» y Rubén Sánchez «Slipknot». 
El grupo surge como la mezcla de House on the Borderland, grupo tecno-pop del que proviene Patxi Villegas «Numanmania», y el recién formado KBG. El primer nombre que se le da al grupo es House on the Borderland VS Kill Bill G (Kill Bill G tuvo anteriormente otro nombre mucho más largo pero que no era "políticamente correcto") que se le ocurre a un grupo de incontrolados durante la brainstorming de la Euskal Party de ese año. Con el paso de los meses HOTB Vs KBG, que en un primer momento se planteó como un proyecto bicéfalo (los temas electrónicos de HOTB destrozados por la brutalidad de KBG), se convierte en un proyecto totalmente integrado y único, HOTB se integra en KBG y a partir de ese momento solo existe Kill Bill G.
Durante el año 2005 se van madurando temas que provenían de House on the Borderland tamizándolos hacia la onda KBG, asimismo, dos de los integrantes de KBG se separan amistosamente del grupo. Mario Gil y Rubén Sánchez dejan KBG antes de que se produzca ningún tema dentro del grupo.
KBG ya como trío se propone como dos componentes puramente electrónicos («Numanmania» y «CyberMODE») junto a «Gameover», que viene de grupos de heavy metal totalmente alejados de la electrónica.

### Evolución. 5-3 y Acción. (2006 - 2007)
Así, dentro de KBG, se conforman los primeros temas, sobre todo electrónicos, con alguna concesión a sonidos un poco más orientados al metal. Dentro de KBG se establecen dos grupos de trabajo que surgen espontáneamente, «Gameover» (actualmente conocido como Ingarma) realiza tres temas para KBG (The Vision, Oscuridad y Demencia, así como la remezcla de esta última) y realiza arreglos de caja/guitarra así como tareas de masterización junto a «Numanmania». «Numanmania» y «CyberMODE» se encargan asimismo de la composición del resto de los temas y del apartado multimedia del grupo (páginas webs, foros, Facebook, Myspace, Last.fm, videoclips, portadas....). 
Varios de los primeros temas de KBG son herederos de House on the Borderland, temas que Patxi Villegas «Numanmania» no llegó a grabar en su momento, entre ellos destacan Cadenas en mi salón, Lexx, Malditos tus ojos o Kill Machine. Durante bastante tiempo, hasta la salida del primer álbum en 2007, Zero, esta fórmula funciona y KBG lanza 3 sencillos/EP y dos videoclips.

### Mutación. 3-2 y Acción. (2007 - 2008)
Ya durante la producción del álbum Zero en varios temas se empieza a prescindir casi por completo de elementos como la guitarra eléctrica, o cayendo ésta en un plano muy secundario, como en Proteus y sobre todo en Alien Atmosphere o Lexx, donde los sonidos de los sintetizadores y los potentes pads heredados de gente como Gary Numan u OMD se imponen y son cada vez más protagonistas. Se vislumbra el camino que cada vez más se va imponiendo en el grupo.
Después de la salida de Zero en 2007, el primer álbum, la producción se ralentiza durante más de un año. Durante ese tiempo «Numanmania» y «CyberMODE» van produciendo nuevos temas pero sin publicarlos. «Numanmania» esboza las obsesiones de KBG con la revisión y arreglos de «CyberMODE». «CyberMODE» se encarga de traducir la imaginería y música de KBG a imágenes en movimiento. Poco a poco los lazos dentro de KBG se empiezan a romper dejando a KBG configurado como un dúo de música electrónica. Los días de KBG como trío están llegando a su fin. «Gameover» cambia de apodo y deja de ser miembro de KBG y forma su nuevo proyecto reencarnado bajo el nombre de Ingarma, definido por él mismo como "...sonidos puramente electro con toques guitarreros" muy alejado musical y formalmente de lo que es Kill Bill G. El proyecto bicéfalo se ha terminado. KBG hereda a HOTB.

### Electrónica pura (2008 - actualidad)
La mutación se completa durante 2007/2008 donde la electrónica pura se impone en KBG dando a luz en otoño de 2008 a un EP puramente electrónico, Alma de Metal, acompañados de remezclas como la maravillosa revisión del tema realizada por Paco Jarel. Ya no hay guitarras y todo tinte ajeno al tecno-pop se ha eliminado. 
A partir del verano de 2008 KBG funciona ya como dúo puramente electrónico con «Numanmania» y «CyberMODE» preparando los proyectos de finales de 2008 y comienzos de 2009 y realizando compras para dar más solidez al hardware, como una segunda máquina Powercore o un sintetizador hard Moog original sumándose a otros sintetizadores hard ya clásicos como el Access Virus, con el que plasmar el sonido retro que tanto les apasiona de la edad dorada del tecno-pop.
En 2009 «Numanmania» y «CyberMODE» preparan su desembarco en el Día de la Mujer Trabajadora, lanzando el EP Todas con el que llegan incluso al Top 10 de Myspace en la lista general. Prosiguen lanzando Obsesión en el verano de 2009. Durante todo este tiempo la popularidad de KBG sigue creciendo y forman una comunidad de seguidores en Facebook que crece día a día. En septiembre de 2009 les aceptan para participar en la siguiente recopilación de música electrónica, Industrial Underground, que aparecerá en 2010 en Estados Unidos con el tema Todas, siguiendo los pasos a Kill Machine que se publicó en septiembre de 2008 en Europa con la recopilación Get the music Bombs Vol.7.
KBG publicó su segundo álbum llamado Tunguska en 2010 y el tercero titulado Redux en 2013, ya con la línea marcada por su electropop clásico y su temática oscura. En 2013 se produjeron diversas colaboraciones para recopilatorios de prestigio como los de Sinestesia, Sharmista o Synthpop Legends. 
En 2014 logran su primer número 1 en la lista de música electrónica de iTunes Store con el sencillo Los metros de mi látigo. Con este ya tienen en su haber 7 sencillos que han logrado el top 100, entre ellos 3 Top 20. En diciembre de 2014 se produce el lanzamiento de su álbum recopilatorio/antología Singles 05-14 bajo el sello Noise Records/Universal con 30 temas que abarcan desde su primer EP hasta su último sencillo.
En 2015 entran en contacto con Sonia Llobet, AKA Sonia Electra, muy conocida en las redes por su promoción activa de grupos electrónicos. Con Electra publican en el 2016 un primer mini LP en coproducción con remezclas de temas seleccionados, incluyendo un nuevo sencillo que llega al N.º 2 de la iTunes Store de música electrónica, "Llega la Oscuridad (Sonia Electra Redux)".  En septiembre de 2016 otro tema coproducido con Sonia Electra llega al N.º 3 de la iTunes Store, "Lágrimas en la Pared (Belle Pop BSO)" dedicado a la revista en línea que dirige Fernando Mejillosa, tema de corte bailable que se aleja de los trabajos habituales de KBG de marcado carácter EBM.
Ya en septiembre de 2016 Sonia Electra entra a formar parte estable del equipo de Kill Bill G en tareas de producción y promoción del álbum "Dalek", publicado en mayo de 2018.
Durante 2019 Kill Bill G publica tres singles, "Imperio Oscuro", "Lagrimas en la pared (12" Ruin Redux)" con Mario Gil que alcanza el Top 3 de electrónica en España, y otro nº1 en la iTunes Store con el single "Te Matare" en diciembre de este año, con la colaboración de nuevo con Mario Gil (La Mode, Aviador Dro, Un Pingüino en mi Ascensor) 
En 2019 Kill Bill G empieza a trabajar en lo que será su próximo álbum, "Imperio", que contara con artistas como Mario Gil, Dieddro, Jon Dove, Paco Jarel, y que probablemente se publicara a finales de 2020, retrasado por el COVID 19 y por el traslado de la maquinaria de KBG a un nuevo estudio.
En 2020 Kill Bill G empieza a grabar temas con Carlos Lopez de Azul y Negro para el próximo álbum "Imperio"
En 2020 Kill Bill G realiza versiones REDUX de temas de Jon Dove, Dieddro e Insight

## Influencias y obsesiones
Todo aquel que haya escuchado a artistas como Gary Numan, Kraftwerk, Depeche Mode, Ultravox, Visage, Front 242, Soft Cell, Yazoo, The Human League, Heaven 17, Classix Nouveaux, Marc Almond, Nitzer Ebb, John Foxx, Orchestral Manoeuvres in the Dark (OMD), Tubeway Army, Alphaville, Marian Gold, Apoptygma Berzerk, Colony 5, And One, VNV Nation, Devision, S.P.O.C.K, etc., encontrará las fuentes y las influencias de KBG.
KBG se puede definir como un grupo tecno-pop tradicional, que sobre todo bebe de la electrónica más primigenia adaptada a nuestros tiempos, sin olvidar los sonidos analógicos y las bases rítmicas que en su día revolucionaron el mundo de la música. La temática de sus temas no es que sea muy variada, todo amante de la ciencia ficción, el terror, H.P. Lovecraft, Reinos Olvidados, Lord Dunsany, Arthur Machen, Expediente X (Fox Mulder y Dana Scully), observará continuos guiños en las letras mezclado todo ello con oscuras relaciones que tan bien insinuó Soft Cell en sus discos. La femme fatale, la nave Lexx, Galáctica, Traci Lords, Doctor Who (El Doctor y su TARDIS), la insinuación más morbosa y las máquinas. Esto es Kill Bill G.

## Componentes
- Patxi Villegas AKA Francisco José Villegas Belo - sintetizadores, programación y voces - (2004 - actualidad).
- Luis Ángel Díaz-Faes Santiago - sintetizadores, programación y multimedia - (2004 - actualidad).
- Sonia Llobet AKA Electra - Producción, reduxer y promoción. (2016 - actualidad)
- Mario Gil - Producción y guía espiritual

## Ex-componentes
- Íñigo García - guitarra eléctrica, programación y sintetizadores - (2004-2007).
- Mario Gil - solo participó en la creación del grupo - (2004-2005).
- Rubén Sánchez - solo participó en la creación del grupo - (2004-2005).

## Discografía 2005-2020

### Sencillos, maxisingles y EPs

#### Año 2005/6
- Oscuridad / Pensé que me matabas, EP, (23/6/2006) - Previo en digital (12/11/2005):

1.- "Oscuridad" 4:00
2.- "Pensé que me matabas" 4:14
3.- "Cadenas en tu salón" (DarkMix) 4:38
4.- "Demencia" (Re-mencia Mix) 4:22
- Demencia (Video Edit), Sencillo+Vídeo, (29/9/2006):

1.- "Demencia" (Video Edit) 3:21
2.- "Malditos tus ojos" 4:09

#### Año 2007
- Proteus (Mortal Extended), sencillo, (08/3/2007):

1.- "Proteus" (Mortal Extended) 4:32
2.- "The Vision" (Instrumental) 3:39

#### Año 2008
- Alma de metal, EP, Territori Mac, BSO, (03/10/2008):

1.- "Alma de Metal" 5:21
2.- "Lexx" (Numanoid Redux) 6:14
3.- "Alien Atmosphere" (Numanoid Remix) 4:28
4.- "Alma de Metal" (Paco Jarel Remix) 5:19

#### Año 2009
- Todas, EP, B.S.O, sencillo, (08/03/2009):

1.- "Todas" 3:56
2.- "Mis Gritos" 4:33
3.- "Los metros de mi látigo" 3:41
- Obsesión/Screencast para un Psicokiller, Doble Sencillo, (22/06/2009):

1.- "Obsesión" (Extended) Faq-Mac BSO 5:45 
2.- "Screencast para un Psicokiller" Tazzito BSO 4:23

#### Año 2010
- Mulder, EP, primer trabajo comercial del grupo disponible en iTunes, Amazon, Napster, etc., (12/02/2010):

1.- "Mulder" (Trust No One) 5:37
2.- "Todas" (Tunguska Redux) 3:43
3.- "Mis Gritos" (Mulder Redux) 4:24
4.- "Los metros de mi látigo" (Mulder Redux) 3:45
5.- "Todas" (Original Edit) 3:56
- Mulder (EsX REDUX), sencillo gratis promocional (16/03/2010):

1.- "Mulder" (EsX Redux) 5:08
2.- "Alien Atmosphere" (Dana Scully Redux) 4:16

#### Año 2011
- Dolor Universal, sencillo, disponible en iTunes, Amazon, Napster, etc., (24/01/2011):

1.- "Dolor Universal" (sencillo) ?:??
- Dolor Universal, (Moenias REDUX), (24/01/2011):

1.- "Dolor Universal" (Moenias Redux) 4:45
- Me gusta verte sufrir, (Tardis Xtreme), (21/06/2011):

1.- "Me gusta verte sufrir" (Tardis Xtreme) 4:56
- Mis Gritos, (Video REDUX), (24/07/2011):

1.- "Mis Gritos" (Video Redux) 3:31
- Memento Mori, (EsX REDUX), (05/08/2011):

1.- "Memento Mori" (EsX Redux) ?:??
- Tardis, (16/12/2011):

1.- "Tardis"  5:56 

#### Año 2012
- Sé que estás muerto, (Sinestesia Redux), (17/05/2012):

1.- "Sé que estás muerto" (Sinestesia Redux)  4:00 

#### Año 2013
- Lexx Reduxed, (04/02/2013):

1.- "Lexx Reduxed"  4:00
- Proteus (Remastered), (09/03/2013):

1.- "Proteus (Remastered)"  4:32
- Memento Mori (KBG VS Urbania 12" Redux), (10/11/2013):

1.- "Memento Mori (KBG VS Urbania 12" Redux)"  6:01

#### Año 2014
- Vestiré tu piel, (16/06/2014):

1.- "Vestiré tu piel (CuRadio Extended)"  5:02
- Los metros de mi látigo, (13/10/2014):

1.- "Los metros de mi látigo (Plataforma tecno Redux)"  3:26

#### Año 2015
- Mis Cuerpos (Sonia Electra), BSO, (18/09/2015):

1.- "Mis Cuerpos" (Sonia Electra), BSO  3:26
Año 2016
- Llega la Oscuridad (Sonia Electra Redux) (01/03/2016):

1.- "Llega la Oscuridad (Sonia Electra Redux)"  4:56
- Lágrimas en la Pared (Belle Pop BSO) (23/09/2016):

1.- "Lágrimas en la Pared (Belle Pop BSO)"  4:22

#### Año 2017
- Es el final (10/02/2017):

1.- "Es el final"  4:19
- Soldado Imperial (4/05/2017):

1.- "Soldado Imperial"  3:36
- Vinieron de dentro de (20/09/2017):

1.- "Vinieron de dentro de"  3:26

#### Año 2018
- Psicokiller´s Love Song ft. Sonia Electra (2018):

1.- "Psicokiller´s Love Song"  4:36
- Tu Sangre (2018):

1.- "Tu Sangre (Radio Redux)"  3:32

#### Año 2019
- Imperio Oscuro (2019):

1.- "Imperio Oscuro (La Ruin Redux)"  4:04
- Lágrimas en la pared ft. Mario Gil (2019):

1.- "Lágrimas en la pared (12" Ruin Redux)"  4:41
- Te Matare ft. Mario Gil (2019):

1.- "Te Matare"  3:51

### Videoclips
- 2006 - 'Demencia'.
- 2008 - 'Kill Machine'.
- 2011 - 'Mis Gritos' (Video Redux).
- 2014 - 'Vestiré tu piel' (CuRadio Extended). Subtitulado.
- 2015 - 'Sé que estás muerto'.
- 2018 - 'Tu Sangre (Radio Redux)" ft Paco Jarel Subtitulado.
- 2019 - 'Te Matare'.

### Álbumes
- Zero (2007).
- Tunguska (2010).
- Redux (2013).
- Singles 05-14 (2014). Recopilatorio doble.
- Electra (2016).
- Dalek (2018).

#### Información sobre los álbumes
- 2007 - Zero

Editado en CD el 08/08/2007. Edición digital publicada el 03/10/2008. Distribución bajo el sello Noise Records/Universal, reedición, año 2014.
| Zero                               | Zero     |
| ---------------------------------- | -------- |
| Título                             | Duración |
| Alien Atmosphere                   | 4:44     |
| Oscuridad                          | 4:00     |
| Proteus                            | 4:32     |
| Kill Machine                       | 3:38     |
| Demencia                           | 3:21     |
| Cadenas en tu salón (Zero Version) | 4:51     |
| Pensé que me matabas               | 4:14     |
| Malditos tus ojos                  | 4:09     |
| Lexx                               | 4:00     |
| The vision                         | 3:39     |
| Cadenas en tu salón (DarkMix)      | 4:38     |
| Demencia (Re-mencia Mix)           | 4:38     |
| Kill Machine (Dressenvall Remix)   | 3:58     |

- 2010 - Tunguska

Noise Records/KBG Records. Edición digital en todo el mundo a través de iTunes, Amazon, etc. Edición física solo en Estados Unidos publicada el 21/09/2010 ** Actualizado. Reedición física en formato CD para Europa, año 2012.
| Tunguska                                       | Tunguska |
| ---------------------------------------------- | -------- |
| Título                                         | Duración |
| Mulder (Trust No One) (Album Version)          | 4:41     |
| Memento Mori                                   | 4:36     |
| Tunguska                                       | 4:22     |
| Kill Machine                                   | 3:38     |
| Alma de Metal (Extreme Redux)                  | 4:49     |
| Mis Gritos (Album Version)                     | 4:08     |
| Y no paran de girar                            | 3:36     |
| Me gusta verte sufrir                          | 5:17     |
| Lexx 2.0 (Sombra Divina)                       | 4:53     |
| Todas (Album 12" Version)                      | 5:02     |
| Mulder (EsX Extreme Redux)                     | 5:35     |
| Alien Atmosphere (Album 12" Version)           | 5:32     |
| Los metros de mi látigo (Album Version)        | 3:59     |
| Screencast para un Psicokiller (Album Version) | 3:59     |
| Alma de Metal (Jarel Tunguska Redux)           | 5:21     |
| Memento Mori (Jarel Analog Redux)              | 3:56     |

- 2013 - Redux

Noise Records/Universal. Edición digital en todo el mundo a través de iTunes, Amazon, etc. Edición física solo en Estados Unidos publicada el 25/06/2013.
| Redux                                      | Redux    |
| ------------------------------------------ | -------- |
| Título                                     | Duración |
| Llega la Oscuridad (Atraviesa los cuerpos) | 5:05     |
| Imperio Oscuro                             | 4:20     |
| Sé que estás muerto                        | 4:00     |
| Redux                                      | 3:17     |
| Tardis (Redux Version)                     | 4:40     |
| Juramento (Zolar Redux Cover)              | 3:56     |
| Dolor Universal (Redux Version)            | 4:45     |
| Vacío Temporal                             | 4:28     |
| Lexx (Reduxed)                             | 4:12     |
| Mis Gritos (Video Redux)                   | 3:31     |
| Todas (Reduxed)                            | 3:58     |
| Y no paran de girar (Reduxed)              | 4:01     |
| Alien (Reduxed)                            | 3:34     |
| Alma de metal (Reduxed)                    | 3:34     |
| Sé que estás muerto (Paco Jarel Redux)     | 5:06     |
| Tardis (Paco Jarel Redux)                  | 5:40     |

- 2014 - Singles 05-14.

Recopilatorio. Noise Records/Universal. Edición digital en todo el mundo a través de iTunes, Amazon, etc., diciembre de 2014.
| Singles 05-14                                    | Singles 05-14 |
| ------------------------------------------------ | ------------- |
| Título                                           | Duración      |
| Vacío Temporal                                   | 4:28          |
| Los metros de mi látigo (Plataforma Tecno Redux) | 3:26          |
| Memento Mori (KBG VS Urbania Redux 12")          | 6:01          |
| Mulder (Trust No One)                            | 5:37          |
| Dolor Universal                                  | 5:34          |
| Me gusta verte sufrir (Tardis Xtreme)            | 4:56          |
| Todas (Single Edit)                              | 3:56          |
| Mis Gritos (Video Redux)                         | 3:31          |
| Sé que estás muerto (Sinestesia Redux)           | 4:00          |
| Llega la oscuridad (Atraviesa los cuerpos)       | 5:04          |
| Juramento (Zolar Extended Cover)                 | 5:12          |
| Alma de metal                                    | 3:52          |
| Obsesión (Macintosh Redux)                       | 4:40          |
| Oscuridad                                        | 4:02          |
| Screencast para un psicokiller                   | 4:00          |
| Tardis                                           | 5:52          |
| Vestiré tu piel (CuRadio Extended)               | 5:02          |
| Lexx (Reduxed)                                   | 4:12          |
| Pensé que me matabas                             | 4:16          |
| Proteus (Remastered)                             | 4:32          |
| Tunguska (Reduxed)                               | 3:58          |
| Malditos tus ojos                                | 4:11          |
| Sé que estás muerto (Sado Redux)                 | 4:03          |
| Alien Atmosphere (Dana Scully Redux)             | 4:16          |
| Mis gritos (Sado Redux)                          | 3:29          |
| Mulder (EsX Redux)                               | 5:08          |
| Me gusta verte sufrir (Analog Redux)             | 4:06          |
| Memento Mori (EsX Redux)                         | 4:57          |
| Dolor Universal (Moenias Redux)                  | 4:45          |
| Imperio Oscuro                                   | 4:20          |

- 2016 - Electra

Noise Records/Universal. Edición digital en todo el mundo a través de iTunes, Amazon, etc  publicada el 22/03/2016.
| Electra                                        | Electra  |
| ---------------------------------------------- | -------- |
| Título                                         | Duración |
| Vacío Temporal (Sonia Electra Redux)           | 5:32     |
| Obsesión (Dancer Air Redux)                    | 3:43     |
| Llega la oscuridad (Sonia Electra Redux)       | 4:56     |
| Me gusta verte sufrir (Sonia Electra Redux)    | 3:29     |
| Entrando en la biblioteca negra                | 2:51     |
| Atmósfera Alien (Sonia Electra Redux)          | 4:08     |
| Memento Mori (Urbania VS Kill Bill G 7" Redux) | 4:33     |
| Llega la oscuridad (Sharmista Redux)           | 5:15     |

- 2018 - Dalek.

Noise Records/Universal. Edición digital en todo el mundo a través de iTunes, Amazon, etc., mayo de 2018.
| Dalek                                           | Dalek    |
| ----------------------------------------------- | -------- |
| Título                                          | Duración |
| Dalek                                           | 4:39     |
| Soldado Imperial                                | 3:36     |
| Te Matare ft. Mario Gil                         | 3:51     |
| Psicokiller´s Love Song ft. Sonia Electra       | 4:36     |
| Mis Cuerpos                                     | 3:52     |
| Es el final                                     | 4:20     |
| El descenso                                     | 3:26     |
| Lágrimas en la pared ft. Mario Gil              | 3:54     |
| Mal                                             | 4:20     |
| Y no paran de girar                             | 3:44     |
| Ondas de dolor                                  | 3:38     |
| Vinieron de dentro de                           | 3:27     |
| Vestire tu piel                                 | 5:03     |
| Tu Sangre ft. Paco Jarel                        | 4:02     |
| Es el final (Cybordrive Vs Sonia Electra Remix) | 4:00     |